# Обстрел Белгорода 30 декабря 2023 года
Обстрел Белгорода 30 декабря 2023 года стал одним из сильнейших в России с начала вторжения России на Украину. В результате украинского обстрела  погибли 25 человек, ранения получили 109 человек. Атака произошла на следующий день после массированного ракетного удара, который ВС РФ нанесли по городам Украины.
После нескольких дней регулярных обстрелов местные власти предложили жителям эвакуироваться.

## Ход событий
29 декабря 2023 года ВС РФ нанесли по городам Украины массированный ракетный удар, в результате которого погибли 58 человек.
Вечером 29 декабря губернатор Белгородской области Вячеслав Гладков сообщил, что на подлёте к городу были сбиты несколько воздушных целей. В результате атаки, как сообщал Гладков, погиб один человек, четыре получили ранения. Позже Минобороны России отчиталось, что сбито 13 снарядов, выпущенных из РСЗО.
Обстрел начался примерно в три часа дня 30 декабря. Попадания пришлись в районе спорткомплекса «Динамо» (Парковая улица), около универмага «Белгород» (улица Попова), в районе улицы Островского, на улице 50-летия Белгородской области. Один из снарядов упал на каток на Соборной площади, открытый в тот момент. Также был зафиксирован удар в здание Белгородского технического университета.
Сирена ракетной опасности была запущена только через 30 минут после начала обстрела. Примерно через час сирена была приостановлена. Выяснилось, что многие укрытия опечатаны и закрыты на ключ, и горожане не смогли туда попасть. В Белгороде по телефону «122» была запущена горячая линия для приёма заявок о пострадавших и повреждениях.

### Дальнейшие события
2 января 2024 года, как сообщал губернатор Вячеслав Гладков, при обстреле из РСЗО «Ольха» погиб один человек, ещё 11 получили ранения. 4 января были ранены ещё два человека. 5 января в городе также объявляли угрозу ракетных ударов. 6 января и 7 января под обстрел попал Белгородский район.
5 января Вячеслав Гладков заявил, что чиновники окажут помощь в выезде в соседние города всем, кто хочет уехать. 8 января Гладков сообщил, что предложением об эвакуации воспользовались около 300 человек, было получено более 1300 заявок на перемещение детей из региона. Новогодние каникулы в школах продлили до 19 января.
С 11 января остановки общественного транспорта начали укреплять мешками с песком и бетонными блоками.

## Реакция

### Россия
Минобороны РФ заявило, что ВСУ совершили попытку комбинированного неизбирательного удара по городу из установок РСЗО «Vampire» и двумя ракетами «Ольха» в кассетном варианте. Российская сторона утверждала, что часть снарядов была перехвачена средствами ПВО, но несколько из них, а также кассетные части от сбитых ракет, попали по городу.
В Минобороны РФ заявили, что ударами по Белгороду украинская сторона пытается «отвлечь внимание от поражений на фронте», а также «спровоцировать на подобные действия». Ведомство заявило, что данное «преступление не останется безнаказанным». РФ запросила заседание СБ ООН, а также возбудила на ВСУ уголовное дело. На заседании СБ ООН представитель России Василий Небензя обвинил Украину в совершении террористического акта, а страны Запада назвал «соучастниками преступлений». Он отметил, что чем больше угроз будет создаваться для РФ, тем жёстче она будет на них отвечать.
Вечером 30 декабря в ответ на удар по Белгороду ВС РФ нанесли удар по Харькову. Пострадали 28 человек, среди пострадавших — британский журналист.
1 января президент России Владимир Путин во время встречи с ранеными военными назвал удар ВСУ по Белгороду терактом и пообещал наращивать удары по Украине.
Уже на следующий день после удара в центре Белгорода у арт-объекта образовался стихийный народный мемориал в память погибших детей. Подобные места памяти были созданы и в других городах России.

### Украина
Украинское правительство не прокомментировало публично обстрел, что, как отмечает The New York Times, является его обычной политикой в случае удара по территории России.
Украинские СМИ со ссылкой на источники в спецслужбах назвали удар по центру города в час пик ответом на совершённую накануне российскую атаку украинских городов, в ходе которой погиб как минимум 41 житель Украины. Источник «Украинской правды» утверждал, что поражение гражданской инфраструктуры стало следствием непрофессиональных действий российской ПВО.

### Международное сообщество
На заседании Совета Безопасности ООН, который был созван по просьбе Москвы, представитель Генсека ООН назвал неприемлемыми удары по гражданскому населению России и Украины. Представители западных стран в ответ на обвинения Василия Небензи в соучастии в преступлениях заявили, что в Белгороде не было бы жертв, если бы РФ не начала агрессию против Украины.
2 января генсек ОБСЕ Хельга Шмид и министр иностранных дел председательствующей в организации в 2024 году Мальты Ян Борг выступили с совместным заявлением, осудив «российские удары по Украине». Представители России пожаловались, что ОБСЕ проигнорировала удары по Белгороду.
Представитель внешнеполитической службы ЕС заявил, что Украина имеет «законное право защищать себя» и обвинил РФ в «постоянной лжи, манипуляциях и пропаганде».
МИД Франции не стал осуждать удары по Белгороду. Париж назвал их «законной обороной».
Официальный представитель правительства ФРГ на вопрос об украинских ударах по Белгороду заявил, что он «никогда это не комментировал и не будет комментировать и сейчас».